# 8 хилядолетие пр.н.е.
| 30 | 29 | 28 | 27 | 26 | 25 | 24 | 23 | 22 | 21 | 20 | 19 | 18 | 17 | 16 | 15 | 14 | 13 | 12 | 11 | 10 | 9 | 8 | 7 | 6 | 5 | 4 | 3 | 2 | 1 | пр.н.е. << >> сл.н.е. | 1 (1–1000) | 2 (1001–2000) |

Осмото хилядолетие пр.н.е. (VIII) обхваща периода от началото на 8000 г. пр.н.е. до края на 7001 г. пр.н.е.

## Събития
- Първи градове, като Чатал Хеюк в Анадола, Турция, с население около 7000 души.

## Изобретения, открития
- Начало на селското стопанство.
- ок. 8000 пр.н.е.: Одомашняване (опитомяване) на домашното говедо[1] в днешна южна Турция.
- ок. 8000 пр.н.е.: Одомашняване на домашната коза в предния Ориент.[2][3]
- ок. 7500 пр.н.е.: евентуално опитомяване на домашната котка на остров Кипър.[4][5]